# Приют (Новоукраинский район)
Прию́т (укр. Приют) — село в Анновской сельской общине Новоукраинского района Кировоградской области Украины.
Население по переписи 2001 года составляло 685 человек. Почтовый индекс — 27134. Телефонный код — 5251. Код КОАТУУ — 3524085201.